# Paolo Martuscelli
Paolo Martuscelli (Napoli, 9 maggio 1925 – Napoli, 14 agosto 1999) è stato un ingegnere e politico italiano.
Dal 1987 è stato deputato alla Camera eletto con la Democrazia Cristiana. È stato inoltre promotore del recupero e del restauro di numerosi monumenti d'arte e opere pubbliche a Napoli e in Campania.

## Biografia
Nato a Napoli da padre ispettore delle Ferrovie e madre casalinga, è stato il quinto di sei figli, rimanendo orfano di padre all’età dieci anni. Ha conseguito una laurea in Ingegneria Civile all’Università degli Studi di Napoli nel 1951. Dopo aver conseguito il titolo, nel 1956 ha vinto il concorso al Genio Civile di Napoli diventando ingegnere di sezione e occupandosi di danni bellici e di ricostruzione della zona nolana e di Ischia. Dal 1970 al 1977 è stato Ingegnere Capo dell’Ufficio del Genio Civile di Napoli e dal 1977 al 1987 Provveditore alle Opere Pubbliche della Campania. Dal 1983 al 1984 è stato Subcommissario Straordinario del Comune di Napoli.
A partire dal 1987 ha intrapreso la carriera politica diventando Deputato al Parlamento Italiano e membro della VIII Commissione Ambiente, Territorio e Lavori Pubblici della Camera dei Deputati.
Nel 1951 si è sposato con Rita (detta Sara) Santaniello, nipote del Barone di Donato scopritore del Ipogeo dei Cristallini
```
e da cui ha avuto tre figli, Stefania, Isabella e Giampiero.
```

## Onorificenze
Cavaliere di Grazia Magistrale del Sovrano Ordine di Malta e Grand’Ufficiale dell’Ordine di S. Gregorio Magno e dell’Ordine di San Silvestro Papa, Membro della Deputazione della Real Cappella di San Gennaro e  Presidente del Conservatorio San Pietro a Majella di Napoli. Ha vinto il Premio Corrado Cagli nel 1982, il Premio Pontano per il recupero del patrimonio architettonico nel 1988 e il Premio Personalità Europea in Campidoglio.

## Opere
Come Ingegnere Capo dell’Ufficio del Genio Civile di Napoli e Provveditore alle Opere Pubbliche della Campania ha promosso interventi di recupero e di restauro di monumenti e opere pubbliche nella sua città natale e in Campania.
- Teatro San Carlo, insieme alla scoperta dello stemma dei Borboni
- Palazzo Reale[4]
- Castel dell'Ovo[4] (anni Settanta)
- Castel Sant'Elmo[5]
- Conservatorio di Musica San Pietro a Majella con la ricostruzione della Sala Scarlatti
- Reggia di Caserta  con la progettazione  della cancellata vanvitelliana  e Teatro a Corte[4]
- Chiostro San Gregorio Armeno
- Chiesa di San Nicola ad Aversa
- Chiesa dell’Annunziata di Capua
- Chiesa di Santa Maria Maggiore alla Pietrasanta con il Campanile Romanico
- Museo di Capodimonte con il suo parco[4]
- Museo Archeologico Nazionale di Napoli
- Tomba di Leopardi e di Virgilio con il consolidamento della collina tufacea di Piedigrotta
- Chiesa di S. Maria del Popolo a Napoli
- Chiesa di S. Antonio a Torre del Greco
- Chiesa di S. Maria del Pianto a Napoli
- Basilica dell'Incoronata Madre del Buon Consiglio a Napoli
- Chiesa parrocchiale del Preziosissimo Sangue a Torre del Greco
- Chiesa di Santa Maria di Porto Salvo a Napoli
- Chiesa di S. Maria di Costantinopoli
- Chiesa Maria Santissima Assunta in Cielo a Napoli
- Chiesa di Santa Croce e Purgatorio al Mercato a Napoli
- Chiesa di S. Elia a Nola
- Convento dei SS. Apostoli a Napoli
- Accademia di Belle Arti a Napoli
- Parco della Floridiana
- Caserma Bianchini[4] a Napoli
- Borgo Marinari
- Via Marittima a Napoli[6]
- Carcere di Poggioreale
- Recupero del Centro Storico di Napoli
- i Bacini del Volturno e del Garigliano
- Sistemazione dei costoni della zona Flegrea
- Ripristino del Collettore di Cuma
- Ospedale Santa Maria della Grazie a Pozzuoli
- Fondazione Pascale  con realizzazione del “Day Hospital”
- Scuola Specialisti dell’Aeronautica Militare a Palazzo Reale
- Complesso Giudiziario di S.Maria Capua Vetere
- Opere di edilizia Sanitaria negli ospedali di Marcianise, Piedimonte Matese, Sessa Aurunca
- Chiesa del Gesù Nuovo [7]